# Cantica
Con il termine cantica (dal latino canticum), i romani designavano le parti liriche della tragedia, recitate o cantate da un solo attore invece che dal coro. Venivano spesso accompagnati da strumenti musicali, soprattutto il flauto, e le parti cantate erano caratterizzate da versi lunghi, come possono essere il settenario trocaico o giambico, l'ottonario giambico e i settenari o ottonari anapestici.

## Mutatis modis cantica
I mutatis modis cantica («canti con ritmi diversi») sono dei cantica polimetrici e sono eseguiti, probabilmente, non da attori. Tuttavia erano ancora cantati ed accompagnati dal flauto. Presentavano sia versi lunghi, come i settenari e ottonari giambici o trocaici, sia versi brevi, come i giambi e i trochei, i cretici, i bacchici, gli anapesti.
I mutatis modis cantica rappresentano uno dei contributi offertici da Plauto, il quale li inserì nelle sue commedie palliate.

## Medioevo
Nel Medioevo stette a indicare componimenti poetici, generalmente in più parti, di carattere narrativo o religioso e di grande impegno. Un esempio può essere quello della Divina Commedia di Dante Alighieri, appunto divisa in tre cantiche: Inferno, Purgatorio, Paradiso.